# Paralelo 47 S
O Paralelo 47 S é um paralelo no 47° grau a sul do plano equatorial terrestre.
Começando pelo Meridiano de Greenwich e tomando a direção leste, o paralelo 47° Sul passa por:
| País, território ou mar | Notas                                                    |
| ----------------------- | -------------------------------------------------------- |
| Oceano Atlântico        |                                                          |
| Oceano Índico           | Passa a sul das Ilhas do Príncipe Eduardo, África do Sul |
| Oceano Pacífico         | Mar da Tasmânia                                          |
| Nova Zelândia           | Ilha Stewart                                             |
| Oceano Pacífico         |                                                          |
| Chile                   |                                                          |
| Argentina               |                                                          |
| Oceano Atlântico        |                                                          |